# Włodzimierz Rybka

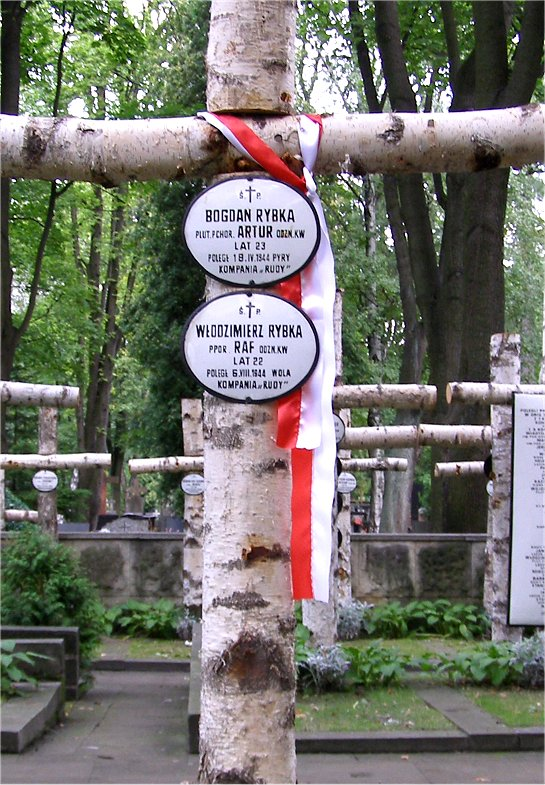
Mogiła na Powązkach

Włodzimierz Rybka ps. „Raf” (ur. 3 października 1922 w Warszawie, zm. 6 sierpnia 1944 tamże) – podporucznik, uczestnik powstania warszawskiego jako żołnierz III plutonu „Felek” 2. kompanii „Rudy”  batalionu „Zośka” Armii Krajowej.
Syn Alojzego. Podczas okupacji niemieckiej działał w polskim podziemiu zbrojnym.
Poległ najprawdopodobniej 6 sierpnia 1944 w walkach powstańczych na Woli. Miał 21 lat. Pochowany wraz z bratem Bogdanem (zm. 18 kwietnia 1944) w kwaterach żołnierzy i sanitariuszek batalionu „Zośka” na Cmentarzu Wojskowym w Warszawie (kwatera A20-6-12).
Odznaczony Krzyżem Walecznych.